# 行政官庁法
行政官庁法（ぎょうせいかんちょうほう、昭和22年法律第69号）は、日本国憲法施行に伴い必要となる行政機構に関する法律である。
全14条と附則で構成される。1947年（昭和22年）4月18日に公布され、日本国憲法とともに同年5月3日施行された。当初の効力は施行後1年限りとされたが、国家行政組織法の制定・施行が遅延したため、「国家行政組織に関する法律が制定施行される日の前日」までに期限延長され、1949年5月31日限りで失効した。

## 概説
大日本帝国憲法（旧憲法）では、官庁の設置は、官制大権として勅令で定められていた。日本国憲法（新憲法）ではこれを法律で定めることになったが、すべての官庁について法律を制定することは時間的に困難であった。そのため、暫定的に「従前の例による」として、その他省令の制定等、現在は国家行政組織法で運用されている規則を定めた。